# Jiszügej-baatur
Jiszügej-baatur (1134 ? – 1171 ?) a mongolok kis törzsszövetségének kánja az 1160-as években, Dzsingisz kán apja.

## Élete

Jiszügej-baatur

A mongolok titkos története szerint Jiszügej Bartan-baatur harmadik fia volt, Kabul kán unokája, Hutula kán unokaöccse. Nevének második része, a baatur, mongol tiszteletbeli cím. Származása miatt a legjelentősebb mongol családhoz, a Bordzsiginhez tartozott, ahonnan hagyományosan a mongol kánok származtak. Ezen belül kialakított egy új klánt, a Kijant, amelynek ő volt a vezetője. Jiszügej két testvérével, Nekün-taisival és Daaritaj-otcsiginnal élt együtt, és velük osztotta meg a nemzetség vezetését.
Hutula halála után Jiszügej lett az egyik fő esélyes a káni posztra. Pozícióját tovább erősítette, hogy szövetséget kötött a kereit uralkodóval, Tooril Ong kánnal (megh. 1203), akinek segített visszatérni a trónra. Jiszügej és Tooril fogadott testvérek (anda) lettek.
Jiszügejnek két felesége volt. Az egyiktől, Szocsiheltől két fia született: Bekter és Belgütej. Höelünt, a merkit Jeke-csiledü fiatal feleségét két testvére segítségével rabolta el. Az asszony öt gyermeket szült számára: négy fiút: Temüdzsint, Kaszatot, Kacsiunt és Temügét, valamint egy lányt, Temülint.
Családja hagyománya szerint Jiszügej fia, Temüdzsin (a később Dzsingisz kán) amikor kilencéves lett, apjával feleséget ment választani az olkunuutokhoz. Útközben találkoztak Dej-szecsennel, akinek lányát, Börtét, eljegyezték Temüdzsinnel. Temüdzsin jövendő apósa sátrában maradt, Jiszügej pedig hazafelé indult.
Útközben Csekcser mellett, a Sira-keeren, a Sárga pusztában lakomázó tatárokra bukkant, akik bosszút álltak korábbi kirablásukért. Látszatra az ősi sztyeppei hagyomány szerint udvariasan megvendégelték, de eközben valószínűleg mérget kevertek az általuk gyűlölt mongolok vezér ételébe. Jiszügej háromnapi lovaglás után hazaért. Már útközben is rosszul érezte magát, és néhány nap múlva meghalt. A halála előtt a Kongkotan-nembeli Csaraka apó fiát, Möngliket küldte el Temüdzsinért. Azt is meghagyta, ha élve többet nem találkoznának, akkor Mönglik viselje gondját gyermekeinek és özvegyének, Höelünnek.
Jiszügej-baatur halála után a mongolok cserben hagyták nemzetségét, akkor Temüdzsin apja fogadott testvéréhez, Tooril kánhoz fordult támogatásért. Ajándékul átadta neki a felesége hozományaként kapott cobolyködmönét, amivel kifejezte a kánnak való alávetettségét. Tooril pártfogásába fogadta Temüdzsint, aki apjának tekintette a kánt apja halála után.

## Emlékezete
- 1266-ban Kublaj kán, Jiszügej dédunokája posztumusz Le zu shen yuan huangdi („jeles ős, isteni császár”) címet adományozott neki.[5]

- A szépirodalomban (I. K. Kalasnyikov: Kegyetlen kor című történelmi regénye, 1978), filmekben (Dzsingisz kán; Kína , 2004 ), dokumentumfilmekben (Az ókor titkai. Barbárok. 2. rész. Mongolok; USA;  2003) szerepel.